# Сборная Себорги по футболу
Сборная Себорги по футболу — национальная футбольная команда, представляющая Княжество Себорга в международных и товарищеских матчах. Управляющая организация — Футбольная федерация Себорги.

## История команды
Футбольная федерация Себорги (FCPS), входящая в состав национального Олимпийского комитета, была официально основана 6 июня 2014 года, в тот же день сборная княжества была принята в ряды членов NF-Board. В состав совета директоров FCPS в настоящее время входят Клаудио Газзано, Маттео Бьянчини, Марсель Монтиль и Линда Читтолини.
Дебютная международная игра сборной Себорги состоялась 10 августа 2014 года на стадионе «Комунале» в городе Оспедалетти против команды Силенда, завершившись поражением хозяев поля со счетом 2:3.

## Цвета, стадион и спонсоры
Официальные цвета игровой формы команды повторяют цвета национального флага княжества. Комплект формы состоит из синей футболки с белым крестом, синих шорт и белых гетр. Текущим техническим спонсором сборной является компания FOOTEX. Поскольку на территории княжества отсутствует собственный стадион, домашние матчи сборная Себорги проводит на муниципальной арене в соседнем городе Оспедалетти, расположенном в Италии. Костяк сборной составляют игроки одноименной местной любительской команды, выступающей в региональном чемпионате.